# Lengyel zászló Magyarországon (könyv)
A Lengyel zászló Magyarországon című könyv Konrad Sutarski válogatott írásait tartalmazza és a magyarországi lengyelség közelmúltjáról és jelenéről szól. Lengyel-magyar kétnyelvű, lengyel címe Polska flaga na Węgrzech. 2012-ben jelent meg Budapesten.

## Keletkezés
A kötet szerzője Konrad Sutarski (Sutarski Konrád), a több évtizede Magyarországon élő lengyel író, szerkesztő, a Lengyel Múzeum igazgatója. A magyarországi lengyelség életéről számos cikke jelent meg, többek között a Polonia Węgierska című magyarországi lengyel folyóiratban. E cikkekből az első gyűjteményes kötete 2004-ben jelent meg Budapesten az Országos Lengyel Kisebbségi Önkormányzat kiadásában, a címe Lengyel zászló a Duna fölött volt. A könyv az 1992-2004 közötti polóniai tevékenységet igyekezett bemutatni. A Lengyel zászló Magyarországon ennek a munkának a folytatása.
Bár a kötet kétnyelvű, azonban anyagi okokból a Polónia-központokról szóló magyar nyelvű rész erősen kivonatolt, csak a legfontosabb tényeket és adatokat tartalmazza. Ettől függetlenül a könyv a magyarországi lengyelség jelenkori történetének fontos forrásanyaga.

## Tartalom
A mű rövid bevezetőből és két nagyobb részből áll. Az elsőben („Syntezy/Összefoglalások”) nagyobb lélegzetű cikkek, tanulmányok olvashatók lengyel és magyar nyelven. Itt kerül bemutatásra többek között a Lengyel Múzeum, az OLKÖ, az Országos Lengyel Nyelvoktató Iskola, valamint olyan civil szervezetek, mint a több évtizedes hagyományokkal rendelkező Bem József Kulturális Egyesület vagy a rendszerváltás után újraalapított Szent Adalbert Egyesület. Külön fejezetekben szó esik még a Magyarországi Lengyel Alkotóművészek Fórumáról, a lengyel néptáncról, továbbá a lengyel katonai és polgári temetők történetéről és helyzetéről is.
A második részben („Ośrodki, regiony i organizacje polonijne/Polóniai központok, régiók és szervezetek”) a vidéki és budapesti polónia-központok kerülnek bemutatásra, a magyar nyelvű rész azonban kivonatolt. Ilyen központ pl. a győri, pécsi, székesfehérvári, szegedi, szolnoki, valamint a budai, angyalföldi stb. lengyel szervezetek.
A könyv szinte minden fejezete tartalmaz rövid visszatekintést a két világháború közötti időszakra és az az utáni Rákosi- és Kádár-korszakra, a jelenkori események ezekkel a történelmi előzményekkel együtt kerülnek bemutatásra. Sőt néhány esetben még régebbi eseményekre is történik utalás (pl. közös királyok, Rákóczi-szabadságharc, 1848-as szabadságharc). A szerző az egyes fejezetek végén az adott szervezetnél dolgozó legfontosabb személyeket és tisztségviselőket név szerint is felsorolja munkájukkal, beosztásukkal, illetve érdemeikkel, eredményeikkel együtt.